# Eurovision 2017: You Decide
Eurovision 2017: You Decide war der britische Vorentscheid für den Eurovision Song Contest 2017 in Kiew (Ukraine).

## Format

### Konzept
Nachdem die britische Rundfunkanstalt BBC schon seit 2011 seine Beiträge für den ESC immer intern auswählte, entschied man sich schon 2016, wieder einen nationalen Vorentscheid zu veranstalten, welcher denselben Namen trug wie im darauffolgenden Jahr. Das Vereinigte Königreich veranstaltete von 2000 bis 2010 regelmäßig Vorentscheidungen unter wechselnden Namen, wie z. B. Eurovision: Your Country Needs You oder A Song For Europe. Allerdings reichte es für die Gewinner des Vorentscheides 2016 Joe & Jake nur für Platz 24 von 26 im Finale. Jedoch erhielt das Land, auch auf Grund des neu eingeführten Abstimmungsverfahrens deutlich mehr Punkte als in den vergangenen Jahren (64 Punkte).
Für 2017 kündigte man Änderungen bezüglich des Formats und des Abstimmungsverfahrens an. Von nun an soll eine professionelle Jury bestehend aus acht Mitgliedern stimmberechtigt sein und die Beiträge beurteilen dürfen. 50 % des Ergebnisses setzen sich also durch das Jury-Voting und die anderen 50 % durch das Televoting (Zuschauer-Ergebnis per Telefon und SMS) zusammen.

## Teilnehmer
Am 23. Januar 2017 veröffentlichte die BBC die insgesamt sechs Kandidaten und deren Beiträge, die am Vorentscheid teilnehmen werden. Alle Beiträge waren in englischer Sprache.
Der Gewinner wurde zur Hälfte per Jury- und Televoting bestimmt. Drei der acht Jury Mitglieder waren durchgehend präsent und kommentierten die Auftritte:
- Bruno Tonioli
- Sophie Ellis-Bextor
- CeCe Sammy

| Startnr. | Interpret          | Lied                    | Musik und Text                                                                                  |
| -------- | ------------------ | ----------------------- | ----------------------------------------------------------------------------------------------- |
| 1        | Holly Brewer       | I Wish I Loved You More | Kevin Fisher, Courtney Harrell, Laurell Barker, Mattias Franda, Johan Åsgärde, Oliver Lundstrom |
| 2        | Danyl Johnson      | Light Up The World      | Dan McAllister, Rick Blaskey, Greg Walker, Chris Sutherland, Ameerah Roelants                   |
| 3        | Lucie Jones        | Never Give Up on You    | The Treatment, Emmelie de Forest, Laurie Martin                                                 |
| 4        | Olivia Garcia      | Freedom Hearts          | Gabriel Alares, Sebastian Lestapier, Linnea Nelson, Laurell Barker                              |
| 5        | Nate Simpson       | What We Are Made Of     | Jon Hällgren, Eric Lumiere, DWB                                                                 |
| 6        | Salena Mastroianni | I Don’t Wanna Fight     | The Treatment, Nicole Blair, Marli Harwood                                                      |

### Wiederkehrende Musikproduzenten
Sowohl Gabriel Alares als auch Sebastian Lestapier komponierten schon zahlreiche Beiträge für den ESC, wie beispielsweise der russische Beitrag von 2015 A Million Voices von Polina Gagarina, der Platz zwei belegte. Für den ESC 2016 komponierten Alares und Lestapier ebenfalls Beiträge. Den moldawische Beitrag von Lidia Isac Falling Stars und den norwegischen Beitrag von Agnete Icebreaker. Beide Beiträge konnten sich nicht für das Finale qualifizieren. 2017 sind sie verantwortlich für den Titel der Sängerin Olivia Garcia.
Emmelie de Forest, die Gewinnerin des ESC 2013 wirkte an der Komposition des Titels Never Give Up On You für Lucie Jones mit.
Die aus Cambridge stammende Rockband The Treatment beteiligte sich an der Komposition des Titels von Salena Mastroianni.